# Raión de Jersón
Raión de Jersón (en ucraniano: Херсонський район) es un raión o distrito de Ucrania en el óblast de Jersón. La capital es la ciudad de Jersón.
Comprende una superficie de 3841,9 km².

## Demografía
Según estimación 2020, contaba con una población total de 464400 habitantes.

## Otros datos
El código KATOTTG es UA65100000000029736.